# Campo Santo Teutonico

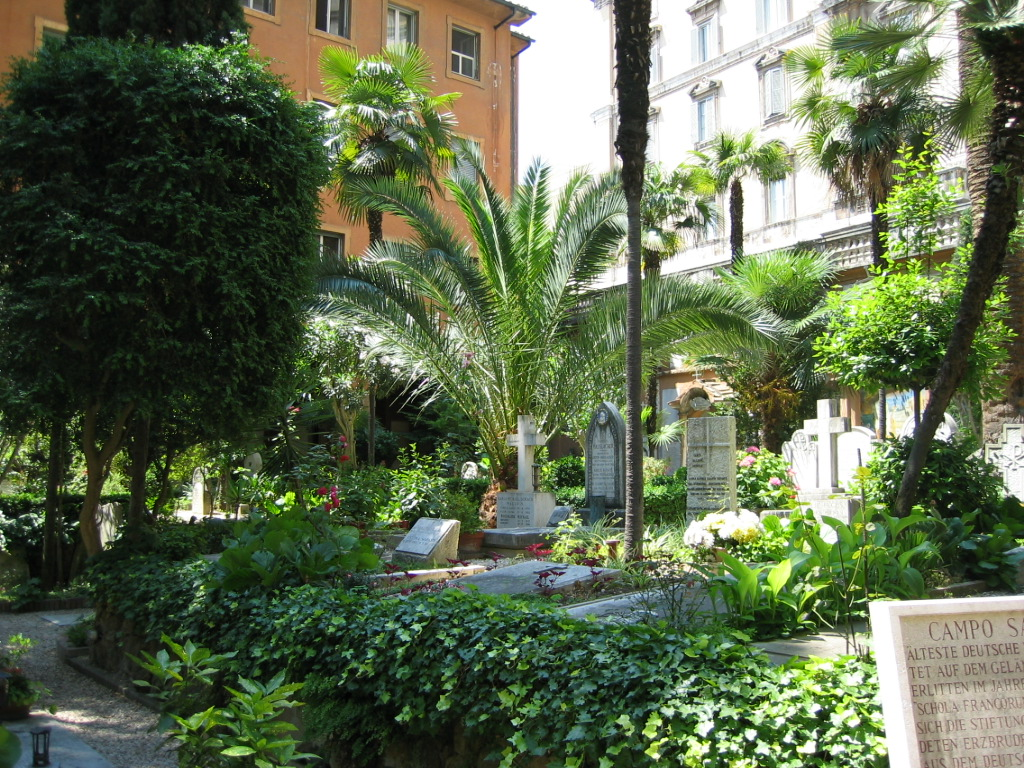
Campo Santo Teutonico

Campo Santo Teutonico, tyska Der deutsche Friedhof, är den tyska kyrkogården i Vatikanstaten, anlagd år 799.
Campo Santo Teutonico, som är belägen i Vatikanstatens sydöstra del, är en begravningsplats avsedd för tyska katoliker. Enligt legenden skall Konstantin den store ha fört jord från Golgata hit. Utmed kyrkogårdens innermurar kan besökaren följa en korsväg.
I anslutning till kyrkogården finns en kyrkobyggnad, Santa Maria della Pietà, som härstammar från 1400-talet. Dess förnäma bronsdörrar från 1970-talet är ett verk av den tyske skulptören Elmar Hillebrand.
Campo Santo Teutonico kan endast besökas med särskilt tillstånd.